# 佐和山藩
佐和山藩（さわやまはん）は、近江国（現在の滋賀県彦根市古沢町）に存在した藩。藩庁は佐和山城。

## 概要
佐和山は織田信長の時代から要衝と見なされ、信長は特に信任の厚かった重臣・丹羽長秀を城主とした。
天正19年（1591年）、豊臣秀吉のもとで五奉行として辣腕を振るっていた石田三成が佐和山城に入る。ただし、この時は蔵入地の代官として城代の資格で入城したものである（また、三成個人の所領は美濃国内にあった）。文禄4年（1595年）に19万4000石をもって正式な佐和山城の城主に任じられた。
三成治下の佐和山はその善政によって民は豊かになり、「三成に過ぎたるものがふたつあり。島の左近（島左近）と佐和山の城」と言われるほどであった。ちなみに三成の善政を示すものとして、古橋の領民が凶作で苦しんでいるとき、三成は年貢を免訴して領民を助けたり、様々な法令を制定して領内を整備するなどの手腕を発揮している。
関ヶ原の戦いで石田氏が滅亡した後、佐和山には関ヶ原の戦いで武功を挙げた徳川四天王の一人・井伊直政が18万石で入り、佐和山藩が立藩した。しかし直政は2年後の慶長7年（1602年）に死去した。これは関ヶ原の戦いによる戦傷によるものと言われているが、世間では三成の亡霊に呪い殺されたとも噂された。直政の後を継いだ子の直継は、新たに彦根城を築城するように命じられた。そして彦根城の完成と共に、佐和山藩は廃藩となった。

## 江戸時代以前の佐和山城主
石田家
19万4千石
| 代 | 氏名 | よみ     | 官位・官職        | 在任期間                          | 備考                         |
| -- | ---- | -------- | ----------------- | --------------------------------- | ---------------------------- |
| 1  | 三成 | みつなり | 従五位下 治部少輔 | 文禄4年 - 慶長5年 1595年 - 1600年 | 石田正継の2男 豊臣政権五奉行 |

## 歴代藩主
井伊家
譜代 - 18万石
| 代 | 氏名 | よみ     | 官位・官職              | 在任期間                           | 前藩主との続柄・備考 |
| -- | ---- | -------- | ----------------------- | ---------------------------------- | -------------------- |
| 1  | 直政 | なおまさ | 従四位下 兵部少輔・侍従 | 慶長5年 - 慶長7年 1600年 - 1602年  | 井伊直親の長男       |
| 2  | 直継 | なおつぐ |                         | 慶長7年 - 元和元年 1602年 - 1615年 | 直政の長男           |